# Juan Sforza
Juan Sebastián Sforza (Rosario, 14 febbraio 2002) è un calciatore argentino, centrocampista del Vasco da Gama.

## Caratteristiche tecniche
È un centrocampista difensivo abile in fase di interdizione e nel dare ordine alla manovra.

## Carriera

### Club
Cresciuto nel settore giovanile del Newell's Old Boys, debutta in prima squadra il 19 dicembre 2020 giocando il match di Copa de la Liga Profesional vinto 3-0 contro il Godoy Cruz; realizza la sua prima rete una settimana più tardi nel match vinto 3-1 contro il Central Córdoba (SdE).

### Nazionale
Ha giocato nella nazionale argentina Under-17.

## Statistiche

### Presenze e reti nei club
Statistiche aggiornate al 5 maggio 2021.
| Stagione        | Squadra           | Campionato      | Campionato | Campionato | Coppe nazionali | Coppe nazionali | Coppe nazionali | Coppe continentali | Coppe continentali | Coppe continentali | Altre coppe | Altre coppe | Altre coppe | Totale | Totale |
| Stagione        | Squadra           | Comp            | Pres       | Reti       | Comp            | Pres            | Reti            | Comp               | Pres               | Reti               | Comp        | Pres        | Reti        | Pres   | Reti   |
| --------------- | ----------------- | --------------- | ---------- | ---------- | --------------- | --------------- | --------------- | ------------------ | ------------------ | ------------------ | ----------- | ----------- | ----------- | ------ | ------ |
| 2020            | Newell's Old Boys |                 | -          | -          | CdL             | 4               | 1               | CL                 | 0                  | 0                  |             | -           | -           | 4      | 1      |
| 2021            | Newell's Old Boys |                 | -          | -          | CA+CdL          | 1+10            | 0               | CL                 | 3                  | 0                  |             | -           | -           | 14     | 0      |
| Totale carriera | Totale carriera   | Totale carriera | 0          | 0          |                 | 15              | 1               |                    | 3                  | 0                  |             | -           | -           | 18     | 1      |